# Macropharyngodon cyanoguttatus
Macropharyngodon cyanoguttatus es una especie de peces de la familia Labridae en el orden de los Perciformes.

## Morfología
Los machos pueden llegar alcanzar los 11,5 cm de longitud total.

## Distribución geográfica
Se encuentra al norte de KwaZulu-Natal (Sudáfrica), Mauricio y Reunión.